# Kup maršala Tita 1964./65.
Kup maršala Tita 1964./65., također poznat kao Kup Jugoslavije u nogometu 1964./65., bila je osamnaesta sezona Kupa Jugoslavije u nogometu nakon Drugog svjetskog rata.

U kvalifikacijama koje su provodili republički savezi sudjelovalo je 2452 ekipe; 16 ekipa došlo je do stvarnog kupa (pod upravom FSJ), koji se igrao od 31. ožujka do 26. svibnja 1965.
Trofej je osvojio zagrebački Dinamo koji je u finalu savladao drugoligaša Budućnost. Zagrepčanima je to bio četvrti naslov u ovom natjecanju.

Zahvaljujući uspjehu, Dinamo se plasirao u Kup pobjednika kupova 1965./66.

## Turnir
Susreti u osmini finala donijeli su nekoliko iznenađenja. OFK Beograd je kao domaćin pobijedio splitski Hajduk, dok su utakmice Vojvodina – Crvena zvezda i Trešnjevka – Sloboda (Tuzla) donijele pobjednike tek nakon produžetaka, odnosno izvođenjem jedanaesteraca.

U Zagrebu je Trešnjevka postigla tri pogotka u produžecima, a u Novom Sadu Crvena zvezda je bila preciznija u sudačkoj nadoknadi i slavila 3:2.

Naravno, najveće iznenađenje bio je plasman u finale Budućnosti iz Titograda. Ovaj crnogorski drugoligaš na putu do ulaska u odlučujuću bitku savladao je beogradski Radnički i OFK Beograd, da bi na kraju savladao Vardar na svom terenu s 2:0.

S druge strane, Dinamo Zagreb savladao je Partizan 3:0, Trešnjevku sa 6:0, a u polufinalu Crvenu zvezdu 2:0.

U finalu je Dinamo pobijedio Titograđane rezultatom 2:1. Opet su se u finalnom susretu sastali drugoligaš i prvoligaš, u ovom slučaju titogradska Budućnost i  zagrebački Dinamo.

## Sudionici
Sudjelovalo je 2452 ekipe. U pretkolima splitski Hajduk je eliminirao Hajduk Velu Luku (7:1), Šibenik (2:2, 3:2 11 m) i Zadar (3:2); Partizan je eliminirao Železničar Niš (1:0); Crvena zvezda eliminirala je Slobodu Užice (3:0). Maksimir je u 1. kolu izgubio 1:2 od Jedinstva.

Sljedećih 16 ekipa plasirale su se u završni dio:
| rang         | Slovenija        | Hrvatska                                             | Bosna i Hercegovina | Srbija      | Srbija                                                  | Srbija | Crna Gora   | Makedonija |
| rang         | Slovenija        | Hrvatska                                             | Bosna i Hercegovina | Vojvodina   | Središnja Srbija                                        | Kosovo | Crna Gora   | Makedonija |
| ------------ | ---------------- | ---------------------------------------------------- | ------------------- | ----------- | ------------------------------------------------------- | ------ | ----------- | ---------- |
| 1. rang      |                  | - Dinamo Zagreb - Hajduk Split - Rijeka - Trešnjevka | - Sarajevo          | - Vojvodina | - OFK Beograd - Crvena zvezda - Partizan - Radnički Niš |        |             | - Vardar   |
| 2. rang      | - Kladivar Celje |                                                      |                     | - Novi Sad  | - Radnički Beograd - Sloboda Tuzla                      |        | - Budućnost |            |
| Niži rangovi |                  |                                                      |                     |             |                                                         |        |             |            |

## Osmina završnice
| Domaći sastav      | Gostujući sastav      | Rezultat       | Napomene                                              |
| ------------------ | --------------------- | -------------- | ----------------------------------------------------- |
| Vojvodina Novi Sad | Crvena zvezda Beograd | 0:0 (2:3 11 m) | Crvena zvezda prošla boljim izvođenjem jedanaesteraca |
| Kladivar Celje     | Novi Sad              | 0:1            |                                                       |
| Dinamo Zagreb      | Partizan Beograd      | 3:0            |                                                       |
| Trešnjevka Zagreb  | Sloboda Tuzla         | 3:0 (prod)     | Trešnjevka prošla nakon produžetaka                   |
| Vardar Skoplje     | Sarajevo              | 1:0            |                                                       |
| Radnički Niš       | Rijeka                | 1:0            |                                                       |
| Budućnost Titograd | Radnički Beograd      | 1:0            |                                                       |
| OFK Beograd        | Hajduk Split          | 2:0            |                                                       |

## Četvrtzavršnica
| Domaći sastav         | Gostujući sastav  | Rezultat | Napomene |
| --------------------- | ----------------- | -------- | -------- |
| Crvena zvezda Beograd | Novi Sad          | 7:1      |          |
| Dinamo Zagreb         | Trešnjevka Zagreb | 6:0      |          |
| Vardar Skoplje        | Radnički Niš      | 2:0      |          |
| Budućnost Titograd    | OFK Beograd       | 3:2      |          |

## Poluzavršnica
| Domaći sastav         | Gostujući sastav   | Rezultat | Napomene |
| --------------------- | ------------------ | -------- | -------- |
| Crvena zvezda Beograd | Dinamo Zagreb      | 0:2      |          |
| Vardar Skoplje        | Budućnost Titograd | 0:2      |          |

## Završnica

### Susret
| 26. svibnja 1965. |             |              |                                                                                      |
| Dinamo Zagreb     | 2:1         | Budućnost    | Stadion Crvena zvezda, Beograd Broj gledatelja: 13.000 Sudac: V. Stanković (Beograd) |
| Zambata 19' 29'   | (izvještaj) | 35' Franović | Stadion Crvena zvezda, Beograd Broj gledatelja: 13.000 Sudac: V. Stanković (Beograd) |

| DINAMO ZAGREB:  |   |                  |  |
|                 |   |                  |  |
| G               |   | Zlatko Škorić    |  |
| B               |   | Mladen Ramljak   |  |
| B               |   | Zlatko Mesić     |  |
| B               |   | Miljenko Puljčan |  |
| B               |   | Adem Kasumović   |  |
| V               |   | Rudolf Belin     |  |
| V               |   | Denijal Pirić    |  |
| V               |   | Stjepan Lamza    |  |
| N               |   | Željko Matuš     |  |
| N               | 9 | Dražan Jerković  |  |
| N               |   | Slaven Zambata   |  |
| Trener:         |   |                  |  |
| Vlatko Konjevod |   |                  |  |

| BUDUĆNOST TITOGRAD: |  |                  |        |
|                     |  |                  |        |
| G                   |  | Jovan Hajduković |        |
|                     |  | Mišo Folić       |        |
|                     |  | Vojo Gardašević  |        |
|                     |  | Pavlović         |        |
|                     |  | Cvetko Savković  |        |
|                     |  | S. Kovačević     | Izašao |
|                     |  | D. Šaković       |        |
|                     |  | Todorović        |        |
|                     |  | Ištvan Šorban    |        |
|                     |  | G. Ćerić         |        |
|                     |  | Vlatko Franović  |        |
| Izmjene:            |  |                  |        |
|                     |  | Ivanović         | Ušao   |
| Trener:             |  |                  |        |
| Božidar Dedović     |  |                  |        |

## Poveznice
- Prva savezna liga 1964./65.
- Druga savezna liga 1964./65.
- 3. ligaški rang 1964./65.

## Vanjske poveznice
- RSSSF
- Jugoslavija - Detalji finala Kupa 1947.-2001
- exyufudbal.in.rs
- lavkup.com
- bihsoccer.com